# Amilcare Ponchielli
Amilcare Ponchielli (Paderno Fasolaro (Cremona mellett), 1834. augusztus 31. vagy szeptember 1. – Milánó, 1886. január 17.) olasz romantikus zeneszerző, Verdi korában ünnepelt operaszerző,  a Garibaldi-himnusz zeneszerzője (1882).

## Életpályája
Édesapja szülőfaluja templomának orgonistája és tanító volt. Amilcare 1843-tól 1854-ig, 11 (!) éven át a milánói konzervatóriumban tanult. A végzés után a cremonai S. Ilario templomban lett maga is orgonista, mellette a helyi színház karmestere. Itt mutatták be 1856-ban első operáját, az Alessandro Manzoni regénye nyomán írt Jegyeseket. Piacenzában katonakarmesterként működött. 1881-től haláláig a  bergamói székesegyház karnagya volt. Emellett 1883-ban egykori alma matere tanára lett Milánóban. Legjelesebb tanítványai Pietro Mascagni és Giacomo Puccini voltak. 
Munkája mellett sorra írta operáit, Giuseppe Verdi mellett kora legjelentősebb olasz színpadi szerzője lett. Legnagyobb sikerét a La Gioconda című operával érte el. Napjainkban ezen kívül csak A litvánokat játsszák a dalszínházak. Írt kantátákat, zenekari műveket, dalokat is. 1873-ban két balettje is színre került. Ő írta 1882-ben a Garibaldi-himnuszt. A La Gioconda című operája piacenzai bemutatójának idején megfázott, a kialakult tüdőgyulladás legyűrte szervezetét.

## Operái
- I promessi sposi (1856, átdolgozás: 1872)
- Bertrando dal Bormio (megírás ideje: 1858; nem mutatták be)
- La savoiarda (1861, átdolgozás: 1877)
- Roderico re dei Goti (1863)
- Il parlatore eterno (1873)
- I lituani (1874, átdolgozás: 1875)
- I mori di Valenza (komponálás kezdete: 1874, az Annibale Ponchielli és Arturo Cadore által befejezett operát 1914-ben mutatták be)
- La Gioconda (1876)
- Il figliuol prodigo (1880)
- Marion Delorme (1885)

## Emlékezete

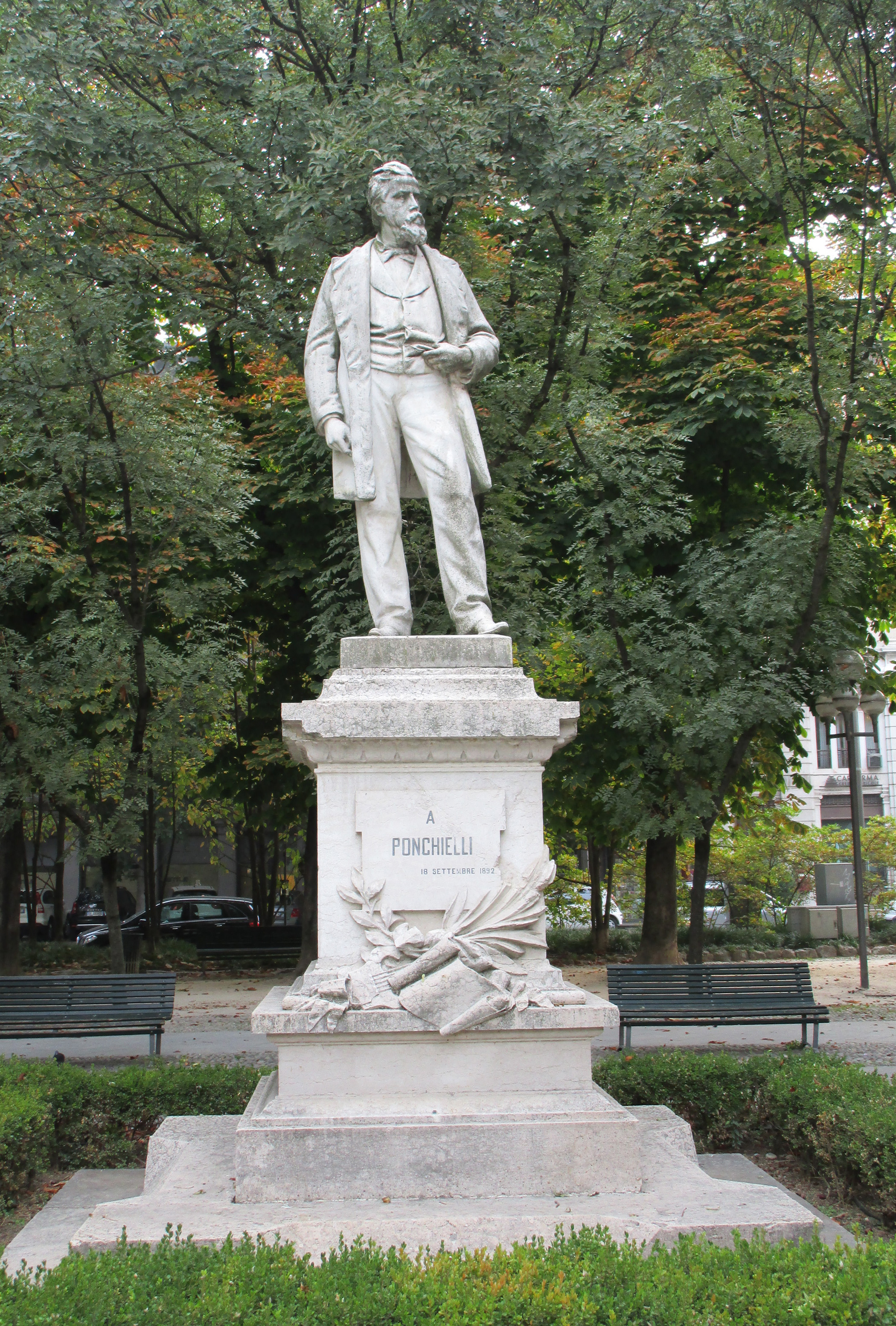
Ponchielli szobra Cremonában

- Cremonában 1892-ben szobrot emeltek a tiszteletére.